# Jhoagny Contreras
Jhoagny Contreras Chacón (San Cristóbal, 7 de agosto del 2001) es una futbolista venezolana que juega como delantera en Deportes Iquique de la Primera División de fútbol femenino de Chile.

## Trayectoria
Debutó en 2015 en Deportivo Táchira. Permaneció en 2018 en el equipo, del cual es goleadora histórica. 
En 2019 fue parte de Estudiantes de Mérida. Para los dos años siguientes, la futbolista permaneció sin club, debido a la no disputa de la Primera División Femenina de Venezuela. 
Emigró de Venezuela en 2021, hasta llegar a Perú, donde se dedicó brevemente a la venta de choclos. Ese dinero le permitió venirse a Chile, jugando en un principio fútbol 7, para luego formar parte de San Marcos de Arica. 
Durante los años 2022 y 2023, Jhoagny Contreras jugó en Everton de Viña del Mar, descendiendo a la Primera B en su primera temporada. Luego formó parte del equipo que al año siguiente se consagró campeón de la segunda categoría del fútbol chileno. 
En 2024, Contreras retorna a Deportivo Táchira, para posteriormente sumarse a ADlFFEM de cara a la Copa Libertadores Femenina de dicho año. 
Para la temporada 2025, la jugadora se suma a Deportes Iquique, su tercer club en Chile. 

## Clubes
| Club                  | País      | Año       |
| --------------------- | --------- | --------- |
| Deportivo Táchira     | Venezuela | 2015-2018 |
| Estudiantes de Mérida | Venezuela | 2019      |
| San Marcos de Arica   | Chile     | 2021      |
| Everton               | Chile     | 2022-2023 |
| Deportivo Táchira     | Venezuela | 2024      |
| ADlFFEM               | Venezuela | 2024      |
| Deportes Iquique      | Chile     | 2025-     |

## Palmarés

### Campeonatos nacionales
| Título             | Equipo  | Año  |
| ------------------ | ------- | ---- |
| Primera B Femenina | Everton | 2023 |